# Lerista griffini
Espèce
Lerista griffini est une espèce de sauriens de la famille des Scincidae.

## Répartition
Cette espèce est endémique d'Australie. Elle se rencontre dans le Territoire du Nord et en Australie-Occidentale.

## Étymologie
Cette espèce est nommée en l'honneur de Philip Griffin.

## Publication originale
- Storr, 1982 : Four new Lerista (Lacertilia: Scincidae) from Western & South Australia. Records of the Western Australian Museum, vol. 10, no 1, p. 1-9 (texte intégral).